# Arroyo Mataojito
Der Arroyo Mataojito ist ein Fluss in Uruguay.
Er entspringt auf dem Gebiet des Departamento Salto einige Kilometer südöstlich von Pueblo Cayetano. Von dort verläuft er in nordwestliche Richtung, passiert Pueblo Cayetano im Osten und mündet schließlich als linksseitiger Nebenfluss in den Río Arapey.